# Rave In2 the Joy Fantastic
Rave In2 the Joy Fantastic es un álbum de remezclas del músico estadounidense Prince, publicado el 30 de abril de 2001 por NPG Records. El disco contiene versiones remixadas del álbum de 1999 Rave Un2 the Joy Fantastic.

## Lista de canciones
Todas las canciones escritas por Prince.

| N.º | Título                                                     | Duración |  |
| 1.  | «Rave In2 the Joy Fantastic»                               | 5:13     |  |
| 2.  | «Undisputed» (The Moneyopolis Mix) (con Eve)               | 5:45     |  |
| 3.  | «The Greatest Romance Ever Sold» (Remix) (con Eve)         | 8:07     |  |
| 4.  | «Hot Wit' U» (Nasty Girl Remix)                            | 4:22     |  |
| 5.  | «Tangerine» (Extendida)                                    | 2:13     |  |
| 6.  | «So Far, So Pleased» (con Gwen Stefani)                    | 3:23     |  |
| 7.  | «The Sun, the Moon and Stars»                              | 5:15     |  |
| 8.  | «Man'O'War» (Remix)                                        | 5:12     |  |
| 9.  | «Baby Knows» (Extendida) (con Sheryl Crow)                 | 3:52     |  |
| 10. | «I Love U, but I Don't Trust U Anymore» (con Ani DiFranco) | 3:33     |  |
| 11. | «Beautiful Strange»                                        | 4:55     |  |
| 12. | «Silly Game»                                               | 3:29     |  |
| 13. | «Wherever U Go, Whatever U Do» (Versión Alternativa)       | 3:15     |  |
| 14. | «Prettyman» (Extendida) (Pista escondida)                  | 5:35     |  |